# Dengue (ropa)

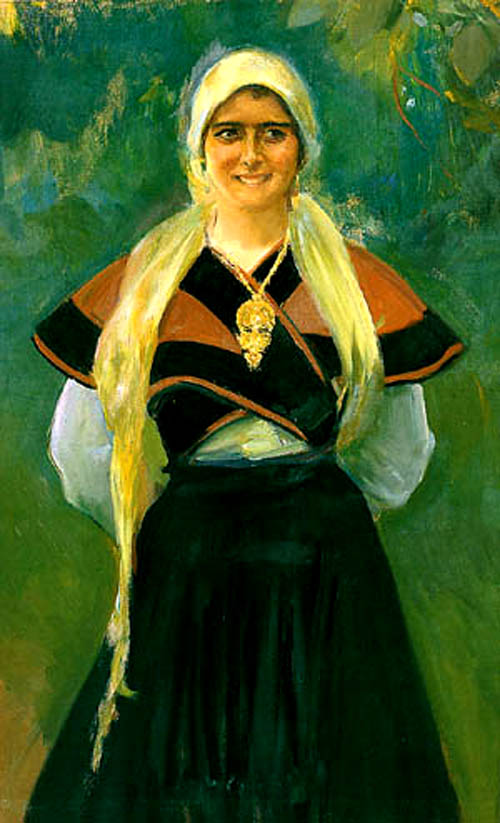
Asturiana de Joaquín Sorolla, lienzo en el que puede observarse el dengue cruzado en el pecho, que forma parte de la indumentaria tradicional de la región.

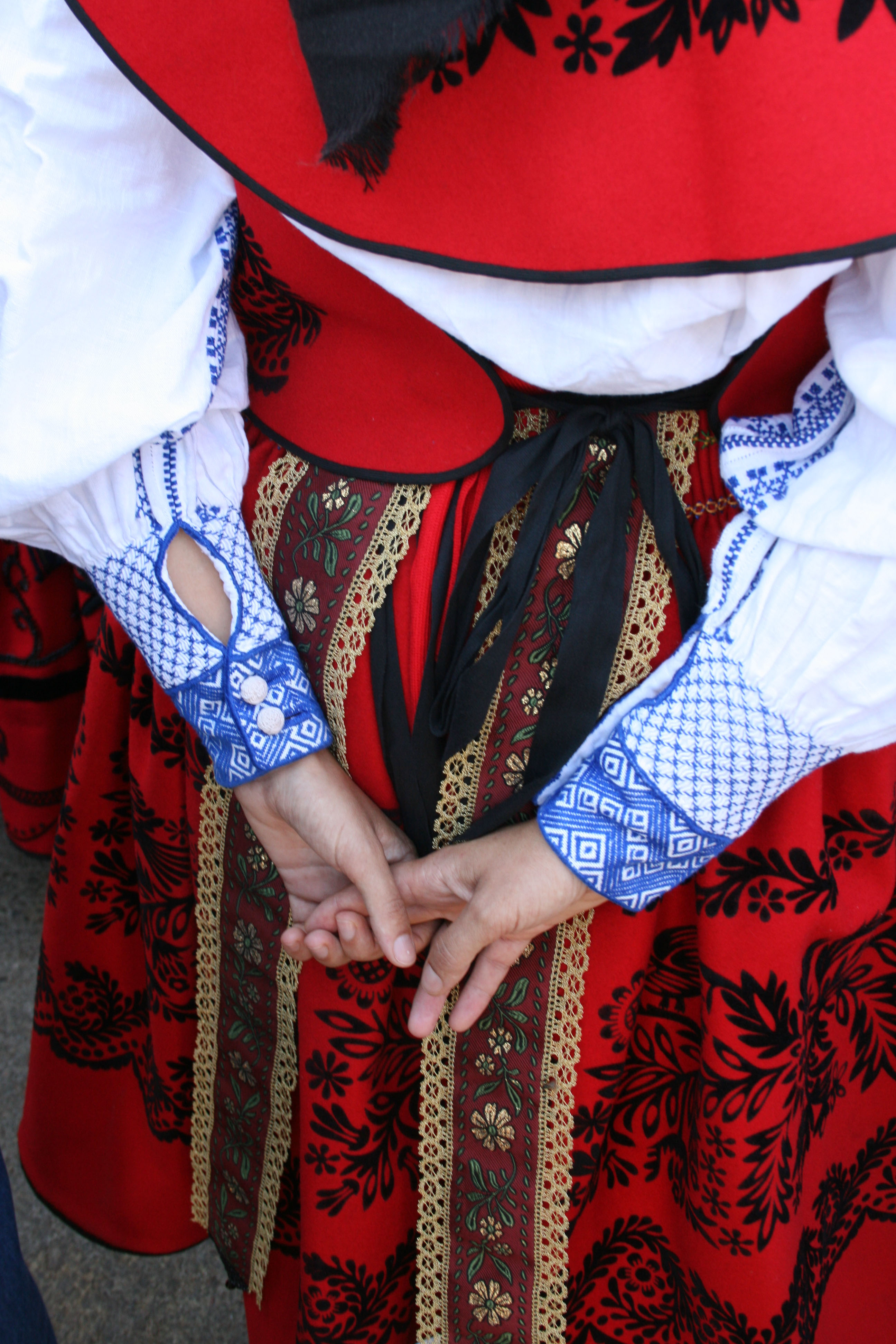
Remate de lazadas del dengue, manteo y refajo (traje regional Pobladura de Aliste).

El dengue es una prenda de vestir que forma parte de la indumentaria tradicional femenina de varias regiones españolas. Está formado por un trozo de tela que tiene forma de aspa, de tal forma que al colocarse sobre el torso, cruza el pecho y sus extremos se atan en la espalda. Puede ser liso, o estar ricamente bordado y adornado, por ejemplo con flores bordadas y aplicaciones de lentejuelas multicolores y plateadas, dependiendo de la tradición de la localidad concreta. Se utiliza en los trajes regionales de la región leonesa, Asturias y Galicia. En algunos lugares se sustituye por un pañuelo que va atado a la espalda.
Posiblemente, el origen de esta prenda se debe a la necesidad de abrigar el pecho, sin utilizar los pesados e incómodos mantones de paño propios de los días más fríos del invierno. La forma del dengue desplegado es parecida a un segmento de círculo con los extremos alargados. Está bien cortado si se puede colocar sobre los hombros, cruzado en el pecho por delante y con las caídas en la espalda a la altura de la cintura. Generalmente, se coloca poniendo un imperdible en el cruce del pecho y otro uniendo los dos extremos en la espalda.